# Robert Rex
Robert Rex (25 de enero de 1909 - 12 de diciembre de 1992) fue Premier de la isla del Océano Pacífico de Niue desde que se estableció como territorio con gobierno propio en 1974 (gracias al Acta de Constitución) hasta su muerte en 1992. Tras su fallecimiento, Young Vivian fue nombrado premier en funciones.
Aunque tuvo la oposición de los partidos políticos de Niue, fue apoyado por Partido Acción de la Gente de Niue antes de su formación en 1987.
Durante sus 18 años en el cargo, el gobierno de Sir Robert celebraba prácticamente todos sus Consejos de Ministros puntualmente. Su Consejo de Ministros incluyó prominentes figuras del país como el doctor Enetama Lipitoa, Mititaiagimene Young Vivian y Frank Fakaotimanava Lui, (estos dos últimos terminaron siendo premieres de Niue).
Fue miembro de la Orden del Imperio Británico y compañero de la Orden de San Miguel y San Jorge.
- Datos: Q1933697